# Lévay Tibor
Lévay Tibor (1949 – Budapest, 2007. október 15.) labdarúgó, kapus, sportvezető.

## Pályafutása
1967 és 1974 között a Bp. Honvéd labdarúgója volt. Az élvonalban 1967. július 29-én mutatkozott be a Haladás ellen, ahol csapata 5–0-s győzelmet aratott. A Honvédban 29 alkalommal lépett pályára. Többnyire Bicskei Bertalan cserekapusa volt. 1974 és 1977 között a Csepel játékosa volt. Összesen 44 élvonalbeli mérkőzésen szerepelt.
Sportvezetőként is tevékenykedett. 1997 és 2001 között a Budapesti Labdarúgó-szövetség elnöke volt. 2000 és 2005 között a Magyar Amatőr Labdarúgó Liga vezetője volt, annak megszűnéséig.

## Sikerei, díjai
- Magyar bajnokság
  - 2. 1969, 1971–72